# Nipterella tsugae
Nipterella tsugae är en svampart som beskrevs av A. Funk 1978. Nipterella tsugae ingår i släktet Nipterella och familjen Helotiaceae.   Inga underarter finns listade i Catalogue of Life.